# 塔蘇伊夫
51°16′34″N 33°0′53″E / 51.27611°N 33.01472°E
塔蘇伊夫（烏克蘭語：Тасуїв），是烏克蘭北部的村莊，隸屬切爾尼希夫州的尼任區。該村始建於1630年，面積0.4平方公里，海拔高度123米，2006年人口66，人口密度每平方公里166.3人。